# AtlasGlobal

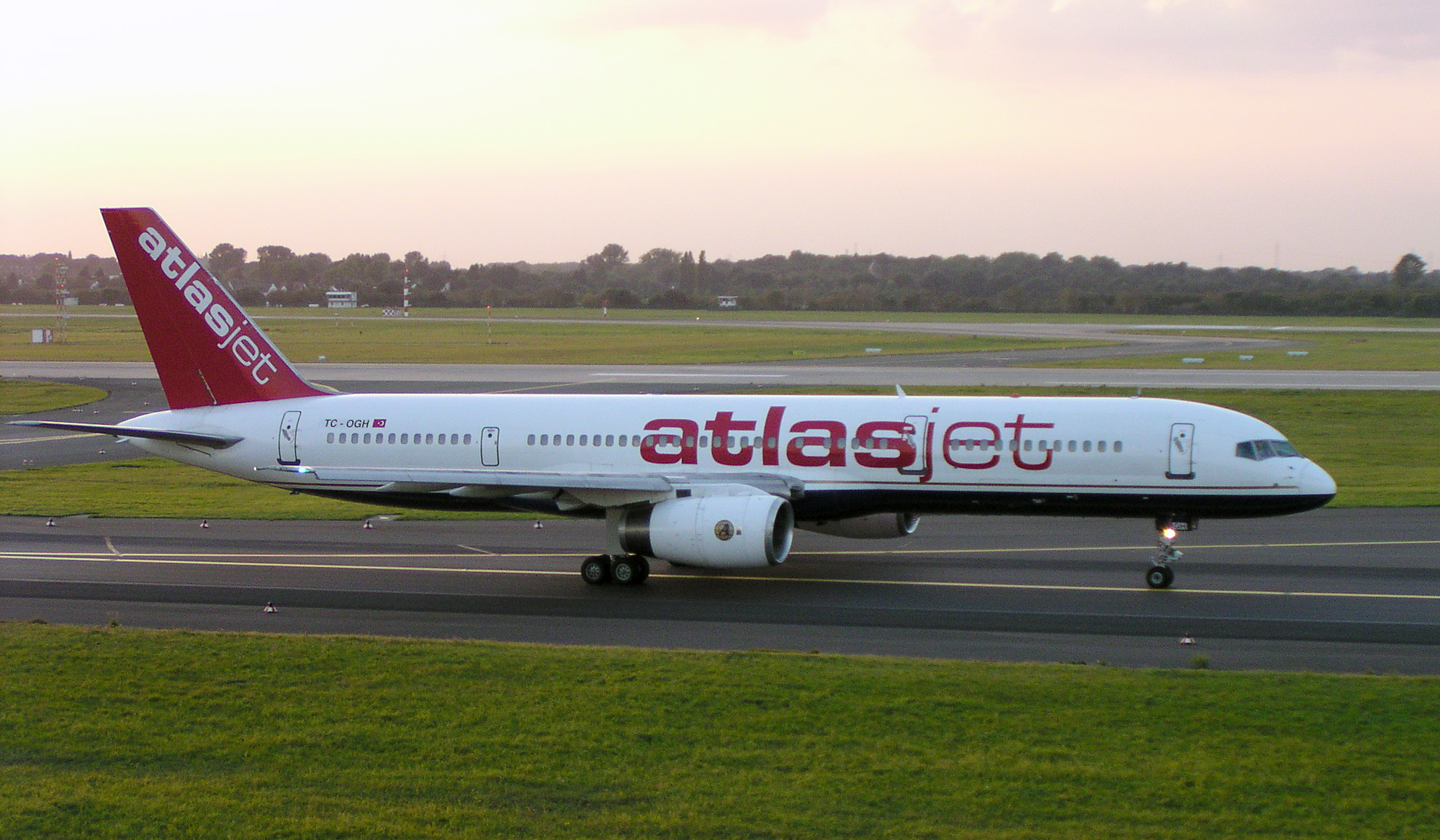
Boeing 757-200, Міжнародний аеропорт Дубай

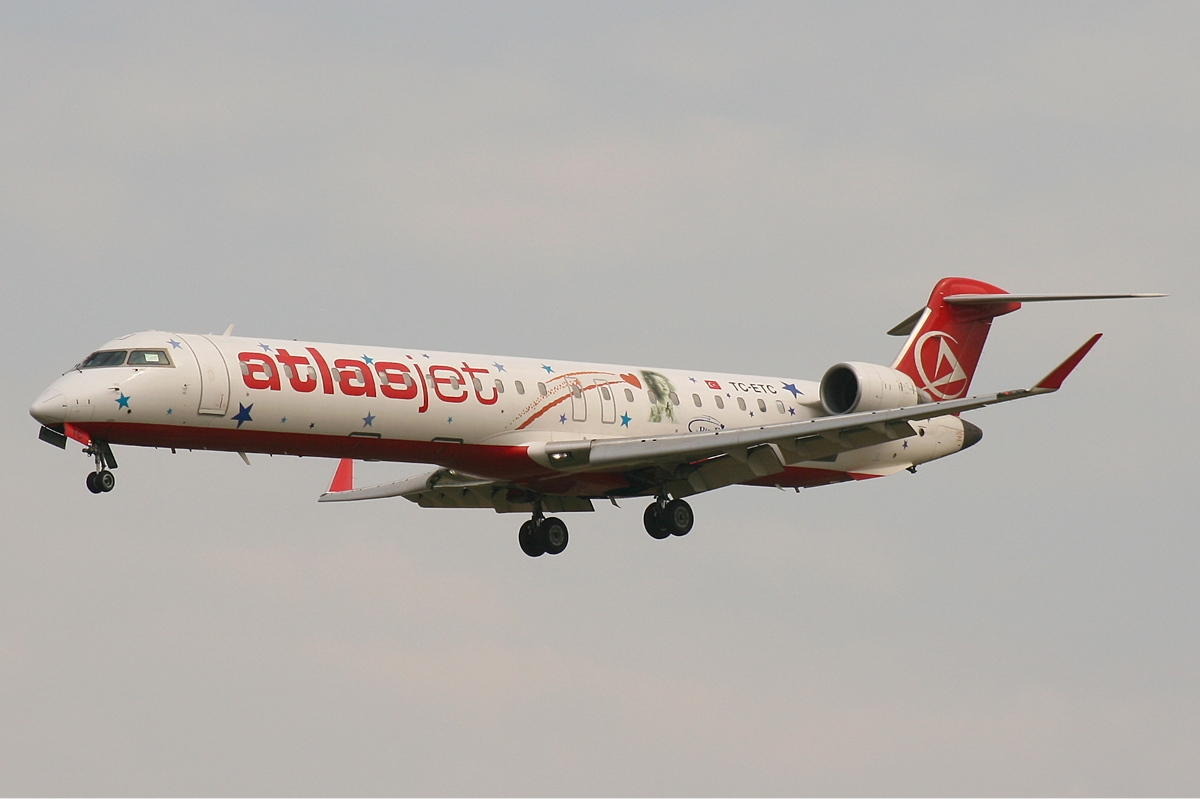
Bombardier CRJ900. Міжнародний аеропорт Ататюрк є головним хабом компанії.

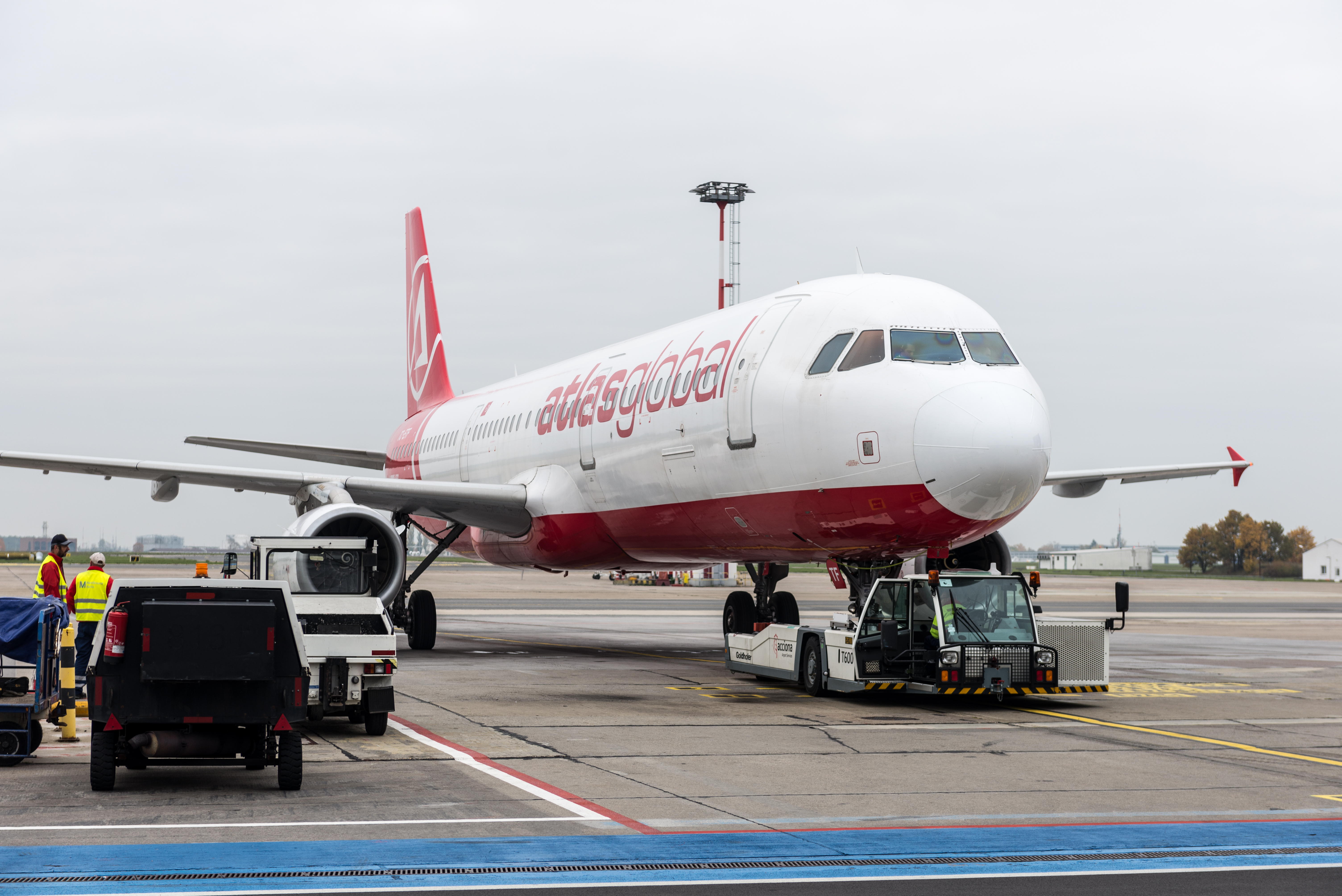
Airbus A321-231

AtlasGlobal — колишня турецька авіакомпанія, що базувалася в Стамбулі. Виконувала регулярні та чартерні пасажирські авіаперевезення як в країни Європи, Казахстан, Ірак і Іран, так і всередині Туреччини. Базувалася в стамбульському Міжнародному аеропорту імені Ататюрка.
12 лютого 2020 року Atlasglobal заявив про банкрутство та негайно припинила свою діяльність.

## Історія
Авіакомпанія заснована 14 березня 2001 і почала фактичні перевезення 1 червня того ж року. Спочатку називалася Atlasjet International Airlines, була частиною Öger Holdings.
У 2004 ETS Group викупила 45 % акцій, довівши їх процентаж до 90 % в лютому 2006. Орхан Джошкун (тур. Orhan Coşkun) — генеральний директор компанії; чисельність персоналу — 730 співробітників.

## Пункти призначення
На липень 2009 Atlasjet обслуговує на регулярній основі такі напрямки:
| Місто           | Країна          | IATA | ICAO |
| --------------- | --------------- | ---- | ---- |
| Адана           | Туреччина       | ADA  | LTAF |
| Анталія         | Туреччина       | AYT  | LTAI |
| Бодрум          | Туреччина       | BJV  | LTFE |
| Бішкек          | Киргизстан      | FRU  | UCFM |
| Кишинів         | Молдова         | KIV  | LUKK |
| Даламан         | Туреччина       | DLM  | LTBS |
| Ербіль          | Ірак            | EBL  | ORER |
| Газіантеп       | Туреччина       | GZT  | LTAJ |
| Стамбул         | Туреччина       | IST  | LTBA |
| Стамбул         | Туреччина       | SAW  | LTFJ |
| Ізмір           | Туреччина       | ADB  | LTBJ |
| Карс            | Туреччина       | KSY  | LTCF |
| Кайсері         | Туреччина       | ASR  | LTAU |
| Лондон          | Велика Британія | LTN  | EGGW |
| Набережні Човни | Росія           | NBC  | UWKE |
| Париж           | Франція         | CDG  | LFPG |
| Сулейманія      | Ірак            | ISU  | ORSU |
| Тегеран         | Іран            | IKA  | OIIE |
| Тебриз          | Іран            | TBZ  | OITT |
| Тбілісі         | Грузія          | TBS  | UGTB |
| Ван             | Туреччина       | VAN  | LTCI |

### Чартерні перевезення
Atlasjet також виконує міжнародні чартерні перевезення в Єреван (Вірменія), Актау, Актобе, Астану, Усть-Каменогорськ, Павлодар та Алмати (Казахстан); крім того, чартерні рейси виконуються в іранські міста Тегеран та Тебриз.

## Флот
На березень 2017 флот Atlasglobal складається з таких літаків:
- 1 Airbus A319 (посадочних місць 134)
- 9 Airbus A320 (посадочних місць 156)
- 12 Airbus A321-200 (посадочних місць 210)
- 5 Airbus A321-100 (посадочних місць 199)

Atlasglobal експлуатує 27 літаків

## Події та критика

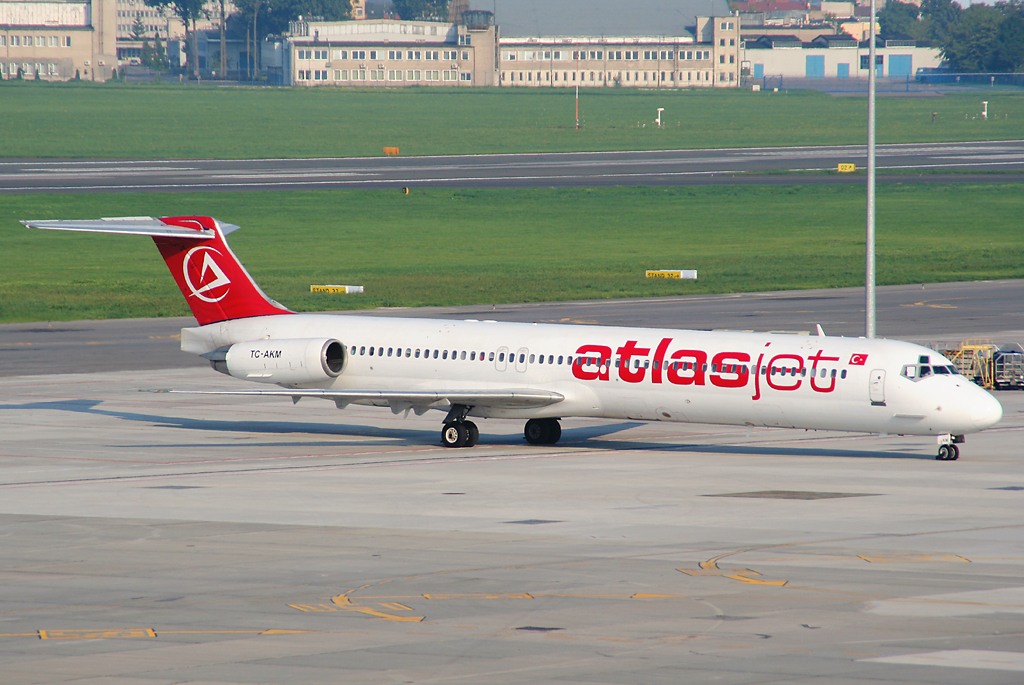
Літак MD-83

- 7 липня 2007 в аеропорту Алмати з літаком Atlasjet стався авіаінцидент з постраждалими. Замість заявленого за розкладом «Боїнга 757» був поданий орендований у іншої авіакомпанії «Airbus A310». При зльоті у повітряного судна відмовив перший двигун. Командир екіпажу ухвалив рішення про аварійне гальмування. У результаті сталося загоряння шасі («пожежа колодок»). З шести надувних трапів спрацювали лише три[8]. При евакуації по надувних трапах постраждали пасажири повітряного судна. За словами начальника Комітету цивільної авіації (КЦА) Міністерства транспорту та комунікацій Казахстану Мухіта Кубаєва, екіпаж літака Atlasjet поводився непрофесійно. Більше того, дві з шести бортпровідниць перебували в момент інциденту в стані алкогольного сп'яніння. Екіпаж спробував приховати реальні факти того, що відбувається на борту. Турецькі льотчики стерли магнітофонний запис внутрішніх переговорів між екіпажем та бортпровідниками. Всього, за даними голови комітету, на борту літака перебували 213 пасажирів, з них 44 дитини, у тому числі 5 немовлят без надання місця. Постраждали під час евакуації та звернулися за медичною допомогою 8 осіб; 47-річна пасажирка отримала закриту черепно-мозкову травму, компресійний перелом поперекового відділу хребта та закритий перелом правого ліктьового суглоба[9],[10],[11].
- 30 листопада 2007 при заході на посадку під Испартою розбився літак MD-83 авіакомпанії Atlasjet. Загинули всі 50 пасажирів і 7 членів екіпажу[12].

## Код-шерінговуугоду
Atlasjet має код-шерінгову угоду з ізраїльською авіакомпанією El Al (з 1 березня 2010).